# Baryceros fortis
Baryceros fortis är en stekelart som först beskrevs av Cresson 1878.  Baryceros fortis ingår i släktet Baryceros och familjen brokparasitsteklar. Inga underarter finns listade.